# Ваприо д'Агоня
Ва̀прио д'Аго̀ня (на италиански: Vaprio d'Agogna, на местен диалект: Vavro, Вавро) е село и община в Северна Италия, провинция Новара, регион Пиемонт. Разположено е на 232 m надморска височина. Населението на общината е 1022 души (към 2010 г.).